# Yumiko Yamada
Pour les articles homonymes, voir Yamada.
Yumiko Yamada, née le 19 novembre 1969 dans la préfecture de Fukuoka, est une patineuse de vitesse sur piste courte japonaise. Sa sœur est Nobuko Yamada.

## Biographie
Aux Championnats du monde de patinage de vitesse sur piste courte 1986, elle est médaillée d'argent en relais.
Aux épreuves de patinage de vitesse sur piste courte aux Jeux olympiques de 1988, elle prend l'argent au relais avec sa sœur Nobuko Yamada, Eiko Shishii et Hiromi Takeuchi.